# Sacramental de San Ginés y San Luis
La Sacramental de San Ginés y San Luis fue un cementerio de la ciudad española de Madrid.

## Historia

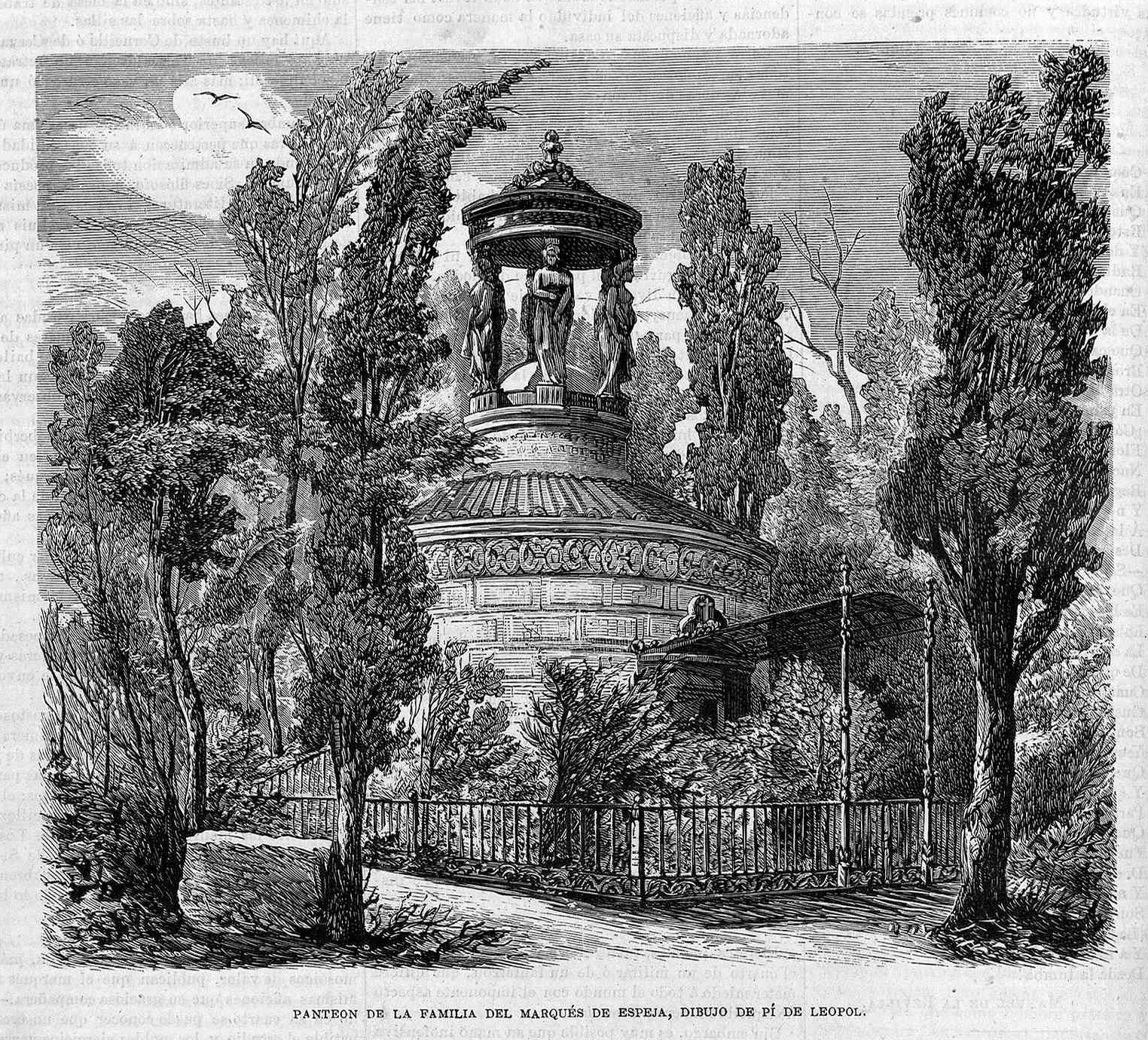
Panteón de la familia del marqués de Espeja

Fue fundado en 1831 en las afueras de la Puerta de Fuencarral e inmediato adonde se hallaba entonces el antiguo Polvorín. Participó el arquitecto Narciso Pascual y Colomer. Constaba al principio de un solo patio; pero luego se fue ampliando con otros adicionales y construyendo extensas galerías de nichos, dejando espacio para los jardines que adornaban el lugar. El área ocupada por el camposanto quedaría delimitada por el trazado de las actuales calles de Donoso Cortés, Magallanes, Fernando el Católico y Vallehermoso, en el distrito de Chamberí.
Pedro Felipe Monlau lo describe así en su Madrid en la mano ó El amigo del forastero, publicado en 1850:

En las afueras de la puerta de Fuencarral, camino del pueblo de este nombre, é inmediato al antiguo polvorin. Fundado en 1831; ampliado en gran manera en 1846, habiendo sido bendecido el nuevo y anchuroso recinto en 8 de octubre de dicho años. Forma este cementerio un inmenso rectángulo, y tiene la ostentosa portada principal, mirando al E., en uno de sus lados menores. Todo el vasto espacio de este campo-santo es un hermoso jardín, que ha de contener monumentos sepulcrales a la manera de los del célebre cementerio del P. Lachaise de Paris, de la Chartreuse de Burdeos y otros. Esta archicofrafía colocó en 1848, cerca de la entrada principal y rodeado de árboles y arbustos, el magnífico sepulcro de D. Joaquín de Fonsdeviela, que estuvo en el crucero de la iglesia de la Trinidad, á la parte del evengelio...()... La capilla es la del primer cementerio, pequeña, pero de buena forma en el interno. Al presente existe. como provisional, al frente de la entrada, otra suntuosa capilla para la cual se guarde el retablo mayor del Noviciado, y su tabernáculo de mármoles. Conduce á este gran cementerio un camino ancho y cómodo, abierto á costa de la Sacramental.

Se erigieron varios suntuosos panteones, entre otros el de Juan José de Vicente y el del marqués de Espeja, y durante mucho tiempo fue el cementerio que sirvió de enterramiento a muchos individuos de familias aristocráticas. En sus patios también fueron enterrados Leonardo Alenza, Juan Lombía y Juan Eugenio Hartzenbusch.  El cementerio, que en 1846 experimentó una importante ampliación, en 1910 se encontraba clausurado y en ruinas.